# ردوود ولی (کالیفرنیا)
ردوود ولی (به انگلیسی: Redwood Valley) یک منطقهٔ مسکونی در ایالات متحده آمریکا است که در شهرستان مندوسینو، کالیفرنیا واقع شده‌است. ردوود ولی ۷٫۱۱۸ کیلومتر مربع مساحت و ۱٬۷۲۹ نفر جمعیت دارد و ۲۲۰ متر بالاتر از سطح دریا واقع شده‌است.